# Johann Albrecht Brauns
Johann Albrecht Brauns (* 30. März 1668 in Goslar; † 20. März 1739 in Zellerfeld im Harz) war ein deutscher Münzmeister zu Zellerfeld.

## Leben
Johann Albrecht Brauns’ Vater war Henning Hans Brauns (1618–1690), der Wardein der Städte Hildesheim und Hameln, später Faktor im Unterharz und Münzmeister in Goslar, und seine Mutter war Anna Siemens, die Tochter des in Goslar tätigen Ratsherrn Peter Siemens (1586–1650) und dessen Ehefrau Magnetha Oppermann. Seine Großeltern väterlicherseits waren Jobst Brauns (1575–1646), der Generalwardein des niedersächsischen Kreises, und dessen Ehefrau Margarete von Uslar, die Tochter des fürstlich Braunschweigischen Zehntners von Goslar Werner von Uslar (1550–1623).
Der in Goslar geborene Johann Albrecht Brauns lernte ganz nach der Tradition seiner Familie die Arbeit im Münzwesen und die Probierkunst. Im Alter von 25 Jahren wurde er im Mai 1693, nach dem Tod des Wardeins Hanns Becker, Wardein im Dienst der Zellerfelder Münze. 1698 bekam er zudem das Amt des Bergprobierers, nach dem Abgang von Herrn Koch.
Nach dem Tod von Münzmeister Rudolf Bornemann am 6. August 1711 übernahmen der Münzwardein Johann Albrecht Brauns und der Hüttenraiter Georg Julius Töpfer kommissarisch die Leitung der Münzstätte. Gleichzeitig wurde beschlossen, alle unter den beiden entstehenden Prägungen mit dem Münzzeichen C für „Commission“ zu versehen. Neben den beiden bewarben sich auch Henrich Mordian und Heinrich Leo Charisius um das Amt des Münzmeisters. Doch nach langer Suche der Kommunionsbehörde wurde Heinrich Horst 1712 ernannt.
Kurz nach seinem Dienstantritt beschwerten sich die angestellten Ohme, dass sich der Münzmeister Horst an ihrem Lohn beteilige, was unter Rudolf Bornemann nicht der Fall war. Später wurde der Münzmeister Horst unter der Regie von Wardein Brauns überführt, falsche Münzen in Umlauf gebracht zu haben. Er wurde im Mai 1719 von der Verwaltung der Münze entbunden und nach endgültiger Klärung im Jahre 1721 aus seinem Dienst entlassen. Wieder einmal übernahmen ab 1719 Johann Albrecht Brauns und Georg Julius Töpfer kommissarisch die Leitung der Münzstätte. Beide versuchten auch wieder das Amt des Münzmeisters zu bekleiden.

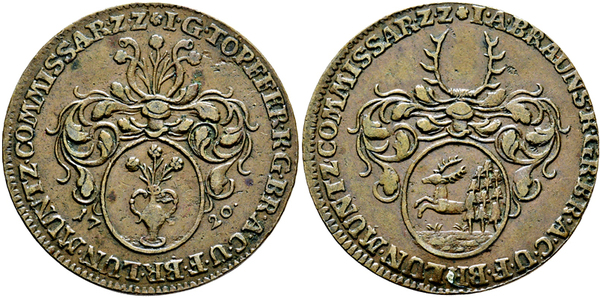
Rechenpfennig Brauns/Töpfer

Im Mai 1722 verstarb Georg Julius Töpfer, der zusammen mit Johann Albrecht Brauns im Zeitraum von 1719 bis 1722 Rechenpfennige mit deren Wappen geprägt hatte. Auf der einen Seite sieht man das Wappen der Familie Brauns, welches einen Helm mit Hirschgeweih zeigt. Im Rundschild ist ein Hirsch zu sehen, der dem Wald entspringt. Die Beschriftung lautet: Johann Albrecht Brauns, königlich großbritannischer sowie kur- und fürstlich Braunschweig-Lüneburgischer Münzkommissar zu Zellerfeld. Auf der anderen Seite ist das Wappen der Familie Töpfer zu sehen, mit einem Helm, auf dem sich zwei Hörner befinden, und Rundschild, auf dem ein Topf mit Blumen zu sehen ist.
Nach dem Tod von Töpfer übernahm die Position Hüttenvoigt Heinrich Dietrich Meyer.
Am 10. Oktober 1722 wurde der magdeburgische Münzmeister Ernst Peter Hecht aufgenommen. Ernst Peter Hecht verstarb am 27. März 1731, womit sich für Münzwardein Johann Albrecht Brauns im Alter von 63 Jahren die dritte Möglichkeit bot, Münzmeister zu werden. Am 27. November 1731 wurde er zum Münzmeister zu Zellerfeld ernannt. Seine vorigen Ämter besetzten der Sohn von Ernst Peter Hecht, Johann Benjamin Hecht, und die Söhne des Probierers Andreas Christoph Blechschmied.
Das Münzmeisterzeichen von Johann Albrecht Brauns ist IAB.
Nach dem Tod von Johann Albrecht Brauns im Jahre 1739 übernahm Johann Benjamin Hecht das Amt des Münzmeisters.

## Familie
Im Jahr seiner Bestellung zum Münzwardein in Zellerfeld verlobte sich Johann Albrecht Brauns mit der 10 Jahre jüngeren Frau Elisabeth Werlisch (* 7. September 1679 in Zellerfeld; † 10. Oktober 1732 in Zellerfeld), Tochter des in Zellerfeld lebenden Ratsverwandten und Handelsmanns Andreas Werlisch und dessen Ehefrau Elisabeth Margarethe, geborene Bock. Nach der Hochzeit in Goslar am 22. Oktober 1694 wurde dem Ehepaar am 26. Mai 1697 der Sohn Andreas Albrecht geboren, der später den Beruf des Silberbrenners in Clausthal-Zellerfeld erlernte. Er heiratete am 19. Februar 1728 Dorothea Jahn.
Kurz nach dem Tod seiner ersten Frau heiratete Johann Albrecht Brauns seine zweite Ehefrau Katharina Dorothea Wedemeyer. Aus dieser Ehe entstammten drei Töchter. Seine zweite Gemahlin erhielt im Witwenstand das Gnadenquartal.

## Rechenpfennig von Johann Albrecht Brauns
| Zellerfelder Cu-Rechenpfennig von Johann Albrecht Brauns |
| Zeitraum der geprägten Rechenpfennige von 1719–1722 durch den Hüttenraiter Georg Töpfer und Wardein Johann Albrecht Brauns - Behelmtes Wappen von Töpfer mit Blumenvase - I.G.TOPFFER.K.GR.BR.A.C.U.F.BR.LUN.MUNZT.COMMISSAR.Z.Z.* = Julius Georg Töpfer, Königlich Großbritannischer Erzkanzler und Fürstlich Braunschweig-Lüneburgischer Münzkommissar zu Zellerfeld - Behelmtes Wappen von Brauns mit springenden Hirsch aus dem Wald - I.A.BRAUNS.K.GR.BR.A.C.U.F.BR.LUN.MUNTZ.COMMISSAR.Z.Z.* = Johann Albrecht Brauns, Königlich Großbritannischer Erzkanzler und Fürstlich Braunschweig-Lüneburgischer Münz-Kommissar zu Zellerfeld |
| Zeitraum der geprägten Rechenpfennige von 1731–1732 durch den Münzmeister Johann Albrecht Brauns - Behelmtes Wappen mit springenden Hirsch aus dem Wald - JOHANN ALBRECHT BRAUNS COM.M.M.Z.Z. = Johann Albrecht Brauns, Communion-Münzmeister zu Zellerfeld - Baum mit zwei Vögeln - FIDEM SERVABO GENUSQUE = Die Treu und die Art werde ich bewahren |
| Zeitraum der geprägten Rechenpfennige von 1734–1738 durch den Münzmeister Johann Albrecht Brauns - Behelmtes Wappen mit springenden Hirsch aus dem Wald - JOHANN ALBRECHT BRAUNS COM.M.M.Z.Z. = Johann Albrecht Brauns, Communion-Münzmeister zu Zellerfeld - Regenwolken über Blumenwiese - COELI BENEDICTIO DITAT = Der Segen des Himmels spreche |